# Charles Barbier de La Serre
Pour les articles homonymes, voir famille Barbier de La Serre, Barbier et La Serre (homonymie).
Ne doit pas être confondu avec Charles Barbier de Meynard.
Nicolas-Charles-Marie Barbier de La Serre (18 mai 1767 - 22 avril 1841) est l’inventeur de plusieurs méthodes de sténographie et de procédés d’écriture novateurs dont l’un est à l’origine du système Braille.

## Biographie
Barbier naquit à Valenciennes et servit dans l’armée entre 1784 et 1792. Pendant la Révolution, il partit s’installer quelques années aux États-Unis. De retour en France sous l’Empire de Napoléon Ier, il ne rejoignit pas l’armée française.
Barbier s’intéressa à la sténographie ainsi qu'à d’autres méthodes d’écriture alternatives. En 1815, il publia un ouvrage intitulé « Essai sur divers procédés d’expéditive française ». Il y explique que l’écriture conventionnelle est une barrière à l’alphabétisation universelle car pour maîtriser la lecture et l’écriture plusieurs années d’études sont nécessaires. Ceux qui doivent travailler pour gagner leur vie, tels que les fermiers ou les artisans, n’ont pas de temps à consacrer à ce genre d’instruction. Barbier se préoccupait également de l’éducation des aveugles et des sourds.
Il proposa une méthode d’écriture simplifiée basée sur une grille de codage de 5 rangées de 5 colonnes (à l’époque, la lettre W n’était pas systématiquement incluse dans l’alphabet français). Chaque lettre pouvait être représentée par deux chiffres : le premier indiquait la rangée dans la grille de codage, le second la colonne. Par exemple, Q = 4,2. Puis chaque chiffre de 1 à 5 était représenté par une colonne comptant le même nombre de points régulièrement espacés, en groupant les chiffres deux à deux et laissant un écart entre les groupes de deux colonnes de points codant chaque lettre :
| • | • |
| ◌ | ◌ |
| ◌ | ◌ |
| ◌ | ◌ |
| ◌ | ◌ |

| • | • |
| • | ◌ |
| • | ◌ |
| • | ◌ |
| ◌ | ◌ |

| • | • |
| • | • |
| • | ◌ |
| • | ◌ |
| ◌ | ◌ |

| • | • |
| • | • |
| • | • |
| • | • |
| • | • |

|   | 1 | 2 | 3 | 4 | 5 |
| - | - | - | - | - | - |
| 1 | A | B | C | D | E |
| 2 | F | G | H | I | J |
| 3 | K | L | M | N | O |
| 4 | P | Q | R | S | T |
| 5 | U | V | X | Y | Z |

Noter que dans les tables et représentations de cet article, les symboles sont représentés dans leur orientation normale pour leur lecture tactile (ou visuelle) de gauche à droite avec des points en relief saillant, et non dans leur orientation miroir utilisée transitoirement seulement pour leur poinçonnage de droite à gauche avec des points en creux (non lisibles tactilement) ; les cercles indiqués en pointillés représentent ici des positions non poinçonnées, habituellement  invisibles sur la surface du papier embossé ou celle des objets ; les autres positions indiquées par des disques noirs représentent les points embossés, tracés ou moulés en relief saillant, tels qu'ils doivent être lus.
Deux symboles accolés ensemble côte à côte (et constitués chacun d'une colonne comptant de un à cinq points) représentaient une lettre. Les chiffres décimaux pouvaient eux aussi être représentés par une paire de symboles verticaux mais en reprenant les mêmes codes que les lettres de l'alphabet.
Dans son livre publié en 1815, Barbier positionne 30 sons dans une grille de cinq rangées et six colonnes. Il avait également conçu une version phonétique basée sur les sons de la langue française. La représentation des symboles tracés sur deux colonnes de points nécessite alors une sixième rangée de points pour coder les colonnes de la grille de codage, mais la première colonne de points n'en utilise encore que cinq, seule la seconde pouvant en compter jusqu'à six.
Il ajouta plus tard six autres positions présentées sur une grille de codage de six rangées et six colonnes, permettant alors de représenter les symboles tactiles en deux colonnes pouvant chacune compter de un à six points (et plus seulement la seconde colonne dans le système phonétique à 30 sons). Barbier lui-même préférait ce système phonétique étendu à 36 symboles (et non 25 dans son alphabet orthographique initial), car il pensait que les règles orthographiques étaient un obstacle de plus à l’alphabétisation de ceux qui n’avaient pas reçu une éducation formelle.
Son livre de 1815 inclut 12 planches avec des symboles différents pour représenter les six chiffres qui, à leur tour combinés deux à deux, représentaient des lettres ou groupes de lettres. Une planche, la no VII, utilisait des points répartis verticalement groupant les deux symboles en deux colonnes et six rangées de points cadrées sur la rangée supérieure qui contient toujours deux points pour représenter orthographiquement les lettres (avec leurs principaux accents utiles à la prononciation, ainsi que les digrammes et trigrammes de lettres communément utilisés en français). Toutefois la table de codage est différente et seules certaines lettres ont des dispositions communes avec le système alphabétique initial à 25 symboles (par exemple, la lettre Q était représentée dans ce système étendu par une colonne de quatre points accolée avec une seconde colonne de trois points) :
| • | • |
| ◌ | ◌ |
| ◌ | ◌ |
| ◌ | ◌ |
| ◌ | ◌ |
| ◌ | ◌ |

| • | • |
| • | ◌ |
| • | ◌ |
| • | ◌ |
| ◌ | ◌ |
| ◌ | ◌ |

| • | • |
| • | • |
| • | • |
| • | ◌ |
| ◌ | ◌ |
| ◌ | ◌ |

| • | • |
| • | • |
| • | • |
| ◌ | • |
| ◌ | • |
| ◌ | • |

On ne formait pas ces points sur un papier avec une plume et de l’encre, mais dans l’épaisseur d’un papier avec un poinçon pour que le relief obtenu puisse être lu avec les doigts. Pour cette nouvelle forme d’écriture, Barbier inventa de nouveaux outils : une tablette pour recevoir des impressions, un poinçon et un guide-main pour s’assurer que les points s’alignaient sur une ligne droite verticale.
Pendant des décennies, on a pensé que Barbier avait créé cette forme d’écriture pour l’armée afin que les militaires puissent communiquer entre eux la nuit, mais son livre de 1815 indique clairement qu’avec cette méthode il ciblait les personnes aveugles.
Barbier écrivit à l’Institution royale des jeunes aveugles (son nom d'alors lors de la Restauration, devenu Institut national des jeunes aveugles sous la république) de Paris pour offrir son invention. Le directeur ne s’y intéressa pas. En 1821, Barbier fit la même proposition à son successeur, Alexandre-René Pignier. Celui-ci demanda à un étudiant d’apprendre la méthode puis de faire des démonstrations aux autres élèves et au conseil d’administration.
Ces démonstrations ayant été concluantes, les étudiants apprirent la méthode de l’alphabet conventionnel, même si Barbier continuait à promouvoir le système phonétique. Avant l’introduction de la méthode Barbier, les étudiants apprenaient à lire les lettres gaufrées qui étaient difficiles à déchiffrer avec les doigts et qui prenaient beaucoup de place par page. S’ils arrivaient à apprendre à écrire, ils pouvaient écrire uniquement à des voyants. La méthode de Barbier leur permettait au contraire de prendre des notes qu’ils pouvaient relire eux-mêmes, et de communiquer avec d’autres aveugles.
La méthode était loin d’être parfaite. Il manquait des symboles pour la ponctuation et les chiffres, et il n’y avait pas de distinction entre les majuscules et les minuscules. On ne pouvait pas non plus l’utiliser pour la musique. Mais elle était une preuve de faisabilité – les aveugles pouvaient lire et écrire un code fait de points saillants, et ils pouvaient utiliser les outils inventés par Barbier, même si la lecture tactile était malaisée pour compter les points alignés verticalement, nécessitant souvent de parcourir chaque symbole verticalement au doigt avant de remonter pour lire le symbole suivant.
Un des étudiants de l’école, Louis Braille, inventa une méthode plus compacte et plus flexible (mais n'obligeant plus à grouper les colonnes de points et à les cadrer tous sur les rangées supérieures, ce qui facilitera grandement la lecture tactile tout en réduisant les coûts de réalisation des ouvrages avec une meilleure économie de papier et en accélérant le poinçonnage des signes qui dès lors nécessiteront nettement moins de points et réduiront la charge physique de travail du transcripteur humain). Mais sans l’inspiration de la méthode Barbier et sans ses outils, il n’aurait jamais accompli cela. Comme il est écrit dans une histoire de l’Institution : « Le point, la tablette rayée, le guide cellulaire, c’étaient une triple invention d’où allait sortir l’instruction pratique des aveugles ».
Barbier passa le reste de sa vie à essayer de promouvoir ses idées pour une éducation universelle. Il écrivit plusieurs livres et essaya de faire introduire ses méthodes simplifiées d’écriture dans les salles d’asile (maintenant connues sous le nom d’écoles maternelles), mais en vain.
Décédé en 1841 à 73 ans (un âge bien avancé pour l'époque), Barbier est inhumé au cimetière du Père-Lachaise (dans la 53e division). Louis Braille, qui en était un jeune élève, lui rend un hommage appuyé au sein de l'Institut mais connait alors déjà une dégradation de sa santé lorsqu'il en est écarté pour ne plus se consacrer qu'à la musique, et mourra bien plus jeune avant d'être finalement reconnu et honoré en France par la république (dans d'autres pays comme la Belgique, c'est le système Braille qui sera soutenu et reconnu dès 1835 avec les méthodes ou outils de Barbier). Mais ils auront ensemble largement collaboré à développer et soutenir l'instruction des aveugles et leur accès à tous les domaines de la connaissance, de la culture et de la communication, ainsi que la diffusion dans le monde entier de ces méthodes innovantes, adaptées de façon simple aux écritures des langues les plus diverses.

## Héritage
Beaucoup plus tard, après la mort de Barbier et de Braille, Alexandre René Pignier écrivit une courte biographie de Louis Braille. Il y suggérait que Braille, tout jeune, avait confronté Barbier aux défauts de sa méthode.
Les autres biographies de Braille ont pris cette suggestion à la lettre pour décrire une confrontation hostile entre Barbier et un Braille adolescent. En effet, les deux ne se sont rencontrés qu’en 1833. Braille était alors adulte et quatre années s’étaient écoulées depuis la parution de sa propre œuvre. Les relations entre les deux hommes étaient amicales. Les lettres qu’ils échangeaient étaient également cordiales, comme on peut le voir dans une lettre reproduite dans la biographie de Braille par Michael Mellor.
Néanmoins, les modifications importantes apportées par Louis Braille à la méthode Barbier (avec l'adaptation mineure de ses inventions matérielles) sont aujourd’hui devenues le système d’écriture pour aveugles utilisé dans le monde entier ; les premiers systèmes alphabétiques et phonétiques de Charles Barbier ne sont plus guère utilisés ni enseignés (au contraire des méthodes et outils), mais sont conservées pour leur grand intérêt historique et la compréhension des réelles capacités sensorielles des aveugles ou malvoyants pour leur offrir un accès facilité à l'éducation, à la culture et à la communication, avec une nette amélioration à la fois de leur autonomie et de leur intégration sociale.